# VVT-iE
il VVT-iE (sigla di Variable Valve Timing-intelligent Electronic) è una tecnologia sviluppata da Toyota per il suo marchio Lexus, la quale varia la fasatura delle valvole, che utilizza un sistema d'azionamento ad attuatore elettrico per regolare l'albero a camme d'aspirazione.

## Descrizione

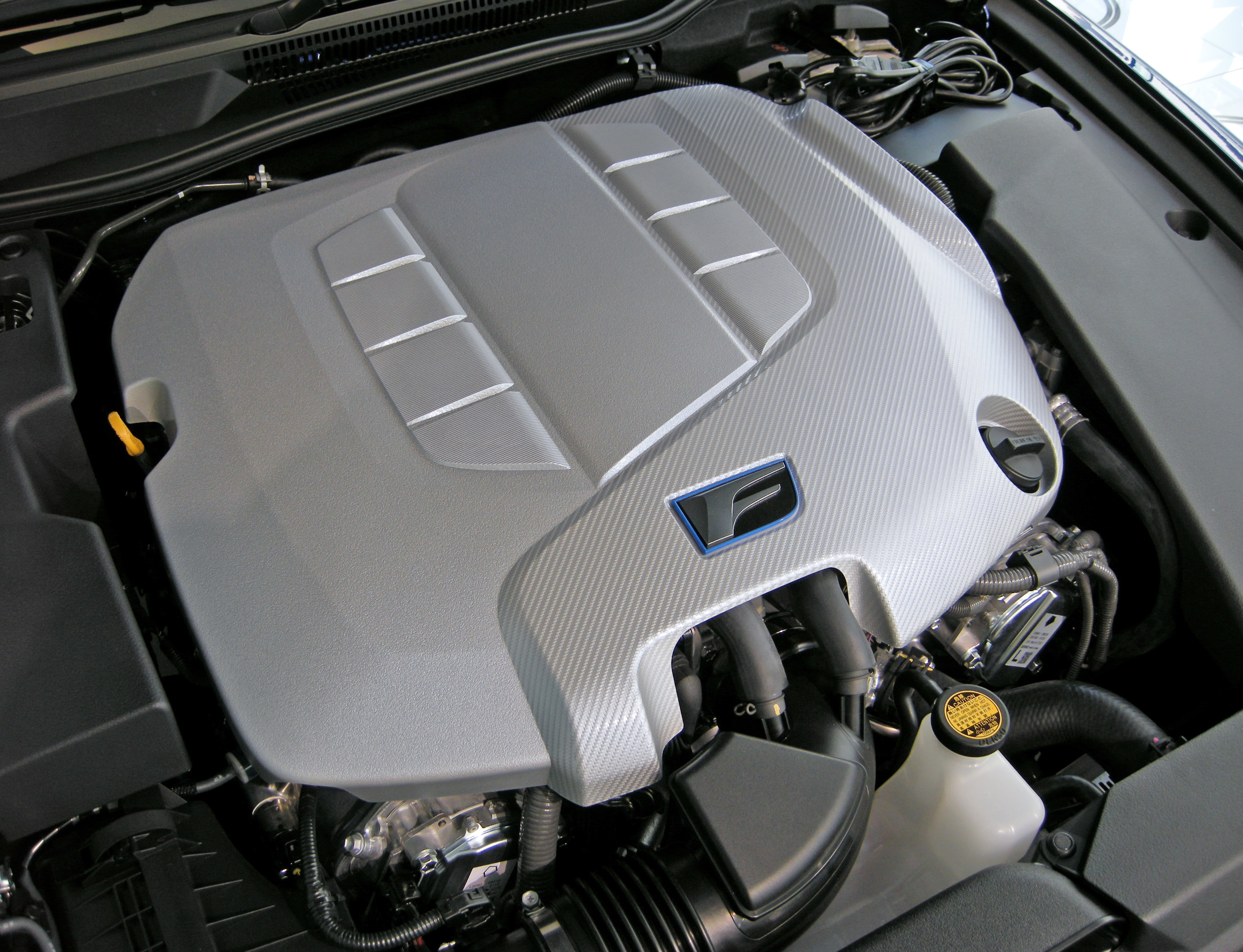
Motore Toyota 2UR-GSE da 5.0 litri V8 di una Lexus IS F dotato del sistema VVT-iE

Questo sistema rispetto al precedente VVT-i controlla in modo elettronico solo l'albero a camme d'aspirazione, non utilizzando più un attuatore idraulico ma elettrico, mentre per l'albero a camme di scarico utilizza ancora un attuatore idraulico.
Questo sistema è stato introdotto per prima sul motore 1UR, montato sulla Lexus LS 460 nel mese di settembre 2006. Il vantaggio principale di un azionamento elettrico sono la migliore risposta del motore a bassi regimi ed a basse temperature di esercizio dello stesso (come per esempio nelle accensione "a freddo"), inoltre essa garantisce una migliore precisione di posizionamento dell'albero a camme subito dopo l'avviamento del motore, oltre che a una maggiore gamma di regolazione dello stesso. La combinazione di questi fattori permette un controllo più preciso dell'alzata delle valvole e dell'immissione del composto benzina/aria, determinando un miglioramento del consumo di carburante, delle prestazioni, minor produzione ed emissione di gas nocivi.
Per anticipare la fasatura dell'albero a camme, l'attuatore (motore elettrico) ruoterà leggermente più veloce rispetto all'albero a camme, mentre per ritardare la fasatura dell'albero a camme, l'attuatore ruoterà leggermente più lento dell'albero a camme.